# Исак Дунаевски
Исак Осипович Дунаевски (на руски: Исаак Осипович Дунаевский) е съветски украински и руски композитор, диригент, музикален педагог.
Автор е на 11 оперети и 4 балета, на музика към десетки филми и на огромен брой популярни съветски песни. Той е народен артист на РСФСР, лауреат на две Сталински премии, депутат във Върховния съвет на РСФСР.

## Биография и творчество
Роден е в еврейско семейство на дребен банков служител в село Лохвица, Руска империя (днес в Полтавска област, Украйна) на 18 януари 1900 г.
Исак постъпва в Харковското музикално училище, където учи цигулка и композиция. През 1918 г. завършва гимназията (със златен медал), а след година – Харковската консерватория в класа по цигулка. Работи като цигулар в оркестър, концертмайстор. От 1920 г. е композитор и диригент в Харковския руски драматичен театър. Дебютира като театрален композитор през 1920 г.
През 1924 г. се мести в Москва. Става музикален ръководител на театри, пише своите първи оперети. От 1929 г. работи в Ленинград като композитор и главен диригент на Ленинградския мюзик-хол. Започва сътрудничеството му с естрадния певец и киноартист Леонид Утьосов. Поставя основите на стила „съветски джаз“, съчинявайки рапсодии-фантазии върху теми от народната музика, както и джазови интерпретации по мелодии на Джузепе Верди, Н. Римски-Корсаков, П. Чайковски. Той често се обръща към руския фолклор – както с интонационни заемки, така и с откровени цитати. Един от най-ярките примери за авторска музика, която става много популярна, е партитурата на филма „Кубански казаци“ на режисьора Иван Пирьов.
И. Дунаевски, заедно с кинорежисьора Григорий Александров, стават създатели на жанра съветска музикална кинокомедия. Първият им съвместен филм „Веселите момчета“ излиза по екраните в края на 1934 г. и донася на И. Дунаевски широка известност. Този голям успех на композитора го издига не само до върха на професионалния Еверест, но и сред елита на съветското общество, въпреки че дотогава е упрекван в плагиатство, в подражание на Холивуд и на целия Запад. Сближава се с Михаил Булгаков. До 1940 г. И. Дунаевски написва музиката към шестнадесет филма, песните и мелодиите от които веднага стават любими на всички в СССР, а и на следващите поколения. Особено популярен хит става песента „Марш на ентусиастите“ от филма „Светлият път“ на Григорий Александров с участието на Любов Орлова (музикална комедия в прослава на светлото комунистическо бъдеще) в изпълнение на легендарната Ирина Архипова с хора и Симфоничния оркестър на Съветското радио и телевизия с диригент Владимир Федосеев.
През Великата Отечествена война е художествен ръководител на Ансамбъла за песни и танци на железопътния транспорт, с който обикаля по цялата страна. Отново започва да пише на оперети.
В творчеството си И. Дунаевски се сблъсква с обичайните за сталинската епоха ограничения: партитурите на неговите произведения не се издават заради бюрократичното и пренебрежително отношение към „леката музика“, а в хода на борбата с космополитизма са забранени многобройни произведения на Дунаевски на еврейски теми.
Исак Дунаевски има 4 братя и сестра. Той официално има 2 брака. След кратко съпружество със студентката Мария Швецова през 1925 г. се жени за балерината З. А. Судейкина, с която имат син Евгений (1932 – 2000), известен московски художник. Има и съжителство с балерината Зоя Пашкова от ансамбъла „Александров“, която през 1945 г. му ражда син, известния днес естраден композитор Максим Дунаевски.
Исак Дунаевски умира в Москва от инфаркт на 25 юли 1955 г.

## Творчество
Исак Дунаевски притежава уникален мелодичен дар и има голям принос във формирането на жанра съветска музика. Най-значителни резултати Дунаевски постига в леката музика, която непринудено се съчетава със симфоничния жанр. Освен на песенна, филмова и оперетна музика, той е автор и на музиката към балети и театрални спектакли.

### Оперети
Автор е на 11 оперети, сред които „И нашим, и вашим“, „Золотая долина“, „Вольный ветер“, „Сын клоуна“, „Белая акация“.

### Избрана филмография
- „Весёлые ребята“
- „Три товарища“
- „Дети капитана Гранта“
- „Цирк“
- „Волга-Волга“
- „Кубанские казаки“
- „Вольный ветер“

### Песни
Създава нов тип популярни, масови съветски песни. Стилът им се основава на градската битова музика, джаза, оперетата. Автор е на музиката на над 100 песни: „Моя Москва“ („Дорогая моя столица“), „Песня о Родине (Широка страна моя родная)“, „Марш весёлых ребят“, „Песенка о капитане“, „Песня о Сталине“, „Школьный вальс“, „Ой, цветёт калина“.